# Pozo San Rafael

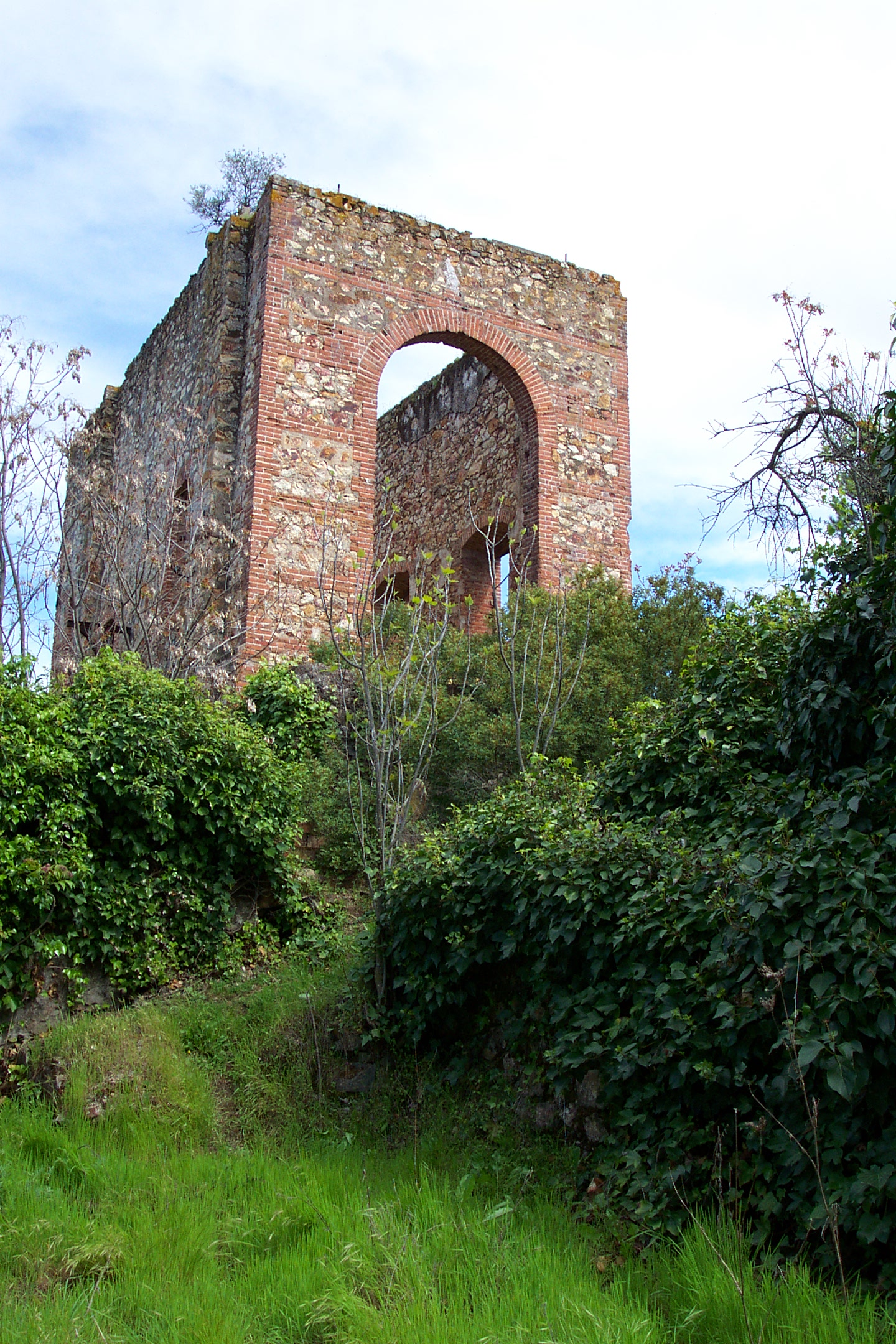
El Pozo San Rafael, en 2002.

El Pozo San Rafael es una antigua instalación de carácter minero situada en el municipio español de Córdoba, en la provincia homónima, concretamente dentro del núcleo de Cerro Muriano. San Rafael llegó a ser en su época el pozo maestro de los yacimientos mineros de Cerro Muriano.

## Descripción
Dentro de la zona minera de Cerro Muriano destaca el pozo de mina San Rafael, destinado a la extracción del mineral de cobre, que constituía el pozo maestro de la explotación, llegando a alcanzar los 470 metros de profundidad. Formó parte del filón Cerro Muriano o Central, el mayor de la zona minera —con 2.580 metros de corrida—. En la actualidad se conserva buena parte del Pozo San Rafael. Se trata de una edificación de estilo neorregionalista, destacando los arcos ligeramente realzados con despiece de ladrillo rojo unido con argamasa. Cercanas a este edificio se aprecian unas estructuras anexas relacionadas con este pozo: muros y estructuras de anclaje que probablemente pertenecieron al castillete derruido. En el entorno sobresalen las escombreras de la mina, cubiertas parcialmente por matorral y arboleda. El yacimiento se excavó ya durante la época romana, llegando hasta los doscientos metros de profundidad.